# Luis Rodríguez (producent)
Luis Rodríguez. född 1948 är en spansk musikproducent. Han har bland annat jobbat ihop med Dieter Bohlen och ligger bakom kända grupper och artister som Modern Talking C. C. Catch, Lian Ross, Sweet Connection, Blue System med flera.